# Andrea Corr
Andrea Jane Corr, MBE (Dundalk, Irlanda, 17 de mayo de 1974) es una cantante, compositora, músico y actriz irlandesa. Corr debutó en 1990 como vocalista del grupo de folk pop-rock The Corrs junto con sus tres hermanos mayores, Caroline, Sharon y Jim. Además de cantar, Corr toca el tin whistle, la mandolina, el ukelele y el piano. Con la pausa tomada por el grupo llevó a cabo su carrera en solitario hasta el regreso de la banda en 2015.

## Biografía
Andrea nació en Dundalk, cerca de la frontera con Irlanda del Norte, es hija de Gerry Corr, supervisor de una unidad de nóminas de la Irish Electricity Supply Board (E.S.B.), y de su esposa, Jean, ama de casa. Es la menor de los cinco hijos de Corr. Su hermano mayor, Gerard, murió cuando sólo tenía tres años en un accidente de tráfico antes de que nacieran ella y su hermana Caroline. Andrea habló de la devastadora muerte con Ryan Tubridy en el programa The Late Late Show emitido por RTÉ Entertainment.
Gerry y Jean tenían su propio grupo, Sound Affair, que tocaba canciones de ABBA y The Eagles en pubs locales de Dundalk, a los que solían llevar a sus hijos.
Animada por sus padres, Andrea empezó a tocar la flauta irlandesa y su padre le enseñó a tocar el piano. Durante su adolescencia, ella y sus hermanos ensayaban a menudo en el dormitorio de Jim, en una casa que éste había alquilado. Andrea cantaba como vocalista, Sharon tocaba el violín y tanto Caroline como Jim tocaban el teclado. Andrea participó en obras de teatro en su colegio, el Dun Lughaidh Convent de Dundalk.

## Trayectoria

### The Corrs
Artículo principal: The Corrs
En 1990, Corr y sus hermanos formaron un cuarteto llamado The Corrs. Su carrera comenzó en 1991, cuando se presentaron al casting de la película The Commitments, en la que Andrea interpretaba a Sharon Rabbitte. John Hughes se fijó en el cuarteto cuando se presentaron al casting de la película y aceptó convertirse en su representante. The Corrs firmaron un contrato con Atlantic Records en 1995 y viajaron a Norteamérica para grabar su álbum debut Forgiven, Not Forgotten. El álbum incluía seis temas instrumentales de influencia celta. Cuando salió a la venta, tuvo éxito en Irlanda, Australia, Japón y España. El álbum alcanzó la categoría de platino en el Reino Unido y Australia, y cuádruple platino en Irlanda, lo que lo convirtió en uno de los debuts más populares de un grupo irlandés.
Tras el éxito de su álbum de debut, publicaron Talk on Corners e In Blue en 1997 y 2000 respectivamente. En un principio, Talk on Corners tuvo un éxito tibio, hasta que se publicó una versión remezclada, que encabezó las listas de éxitos en muchos países y alcanzó el disco de platino en el Reino Unido y Australia. In Blue se orientó hacia el pop dominante, haciendo especial hincapié en los sintetizadores electrónicos. Tuvo éxito y fue nº 1 en su primera semana de ventas en el Reino Unido, Irlanda, Australia, Alemania, Suiza y Austria, y debutó en el nº 2 en Francia y Noruega. Ascendió a la primera posición durante su segunda semana en Suecia y España.
Durante la producción de In Blue, su madre, Jean, murió mientras esperaba un trasplante de pulmón en el Freeman Hospital de Newcastle, Reino Unido. Fue enterrada en el cementerio de St. Patrick en Dundalk. Bono, Larry Mullen, Brian Kennedy y Paul Brady se encontraban entre los asistentes. "No More Cry", escrita por Andrea y Caroline Corr para el álbum, fue dedicada a su padre con la esperanza de ayudarle en su duelo.
En 2003, Andrea grabó "Time Enough For Tears", una canción escrita por Bono y Gavin Friday para la película In America. Este tema se incluyó en el álbum de The Corrs de 2004 Borrowed Heaven.  Borrowed Heaven estaba dedicado a su difunta madre, Jean, y a su padre, Gerry. El grupo también dedicó a su madre fallecida su álbum de homenaje Home, de 2005, y versionó muchas canciones tradicionales irlandesas extraídas del cancionero de su madre para conmemorar sus 15 años como grupo.
En una entrevista con Chris Evans en junio de 2015, Andrea confirmó que The Corrs estaban trabajando en un nuevo álbum y que tocarían en el festival 'Live in Hyde Park' de BBC Radio 2. Su sexto álbum de estudio, White Light, salió a la venta el 27 de noviembre de 2015, y fue acompañado de una gira mundial.
En 2017 publicaron su último álbum hasta la fecha, Jupiter Calling, producido por T-Bone Burnett.

### En solitario

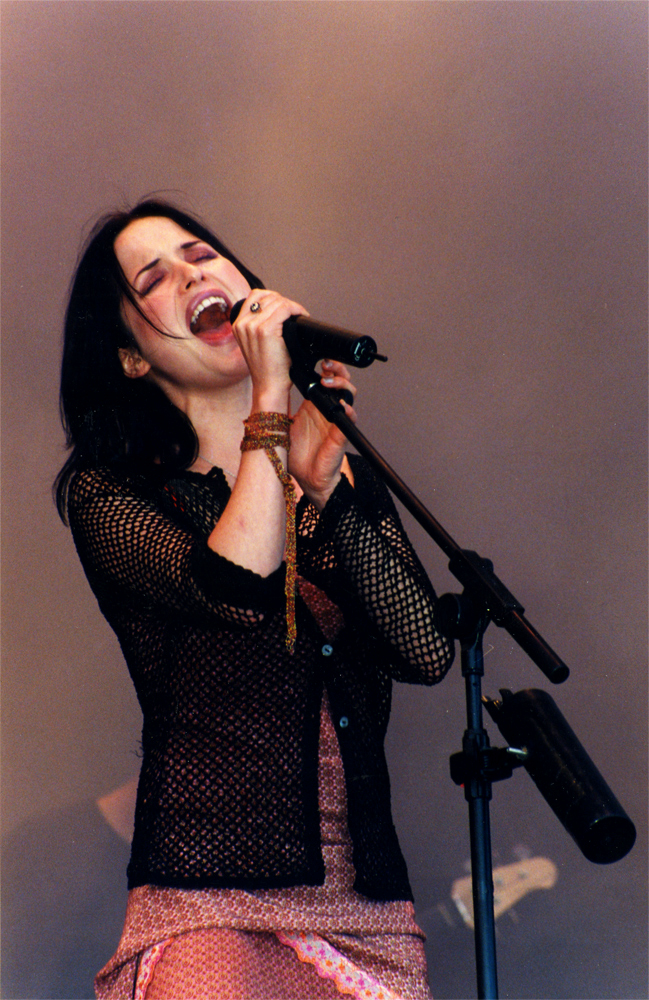
Andrea en Gastonbury en 1999

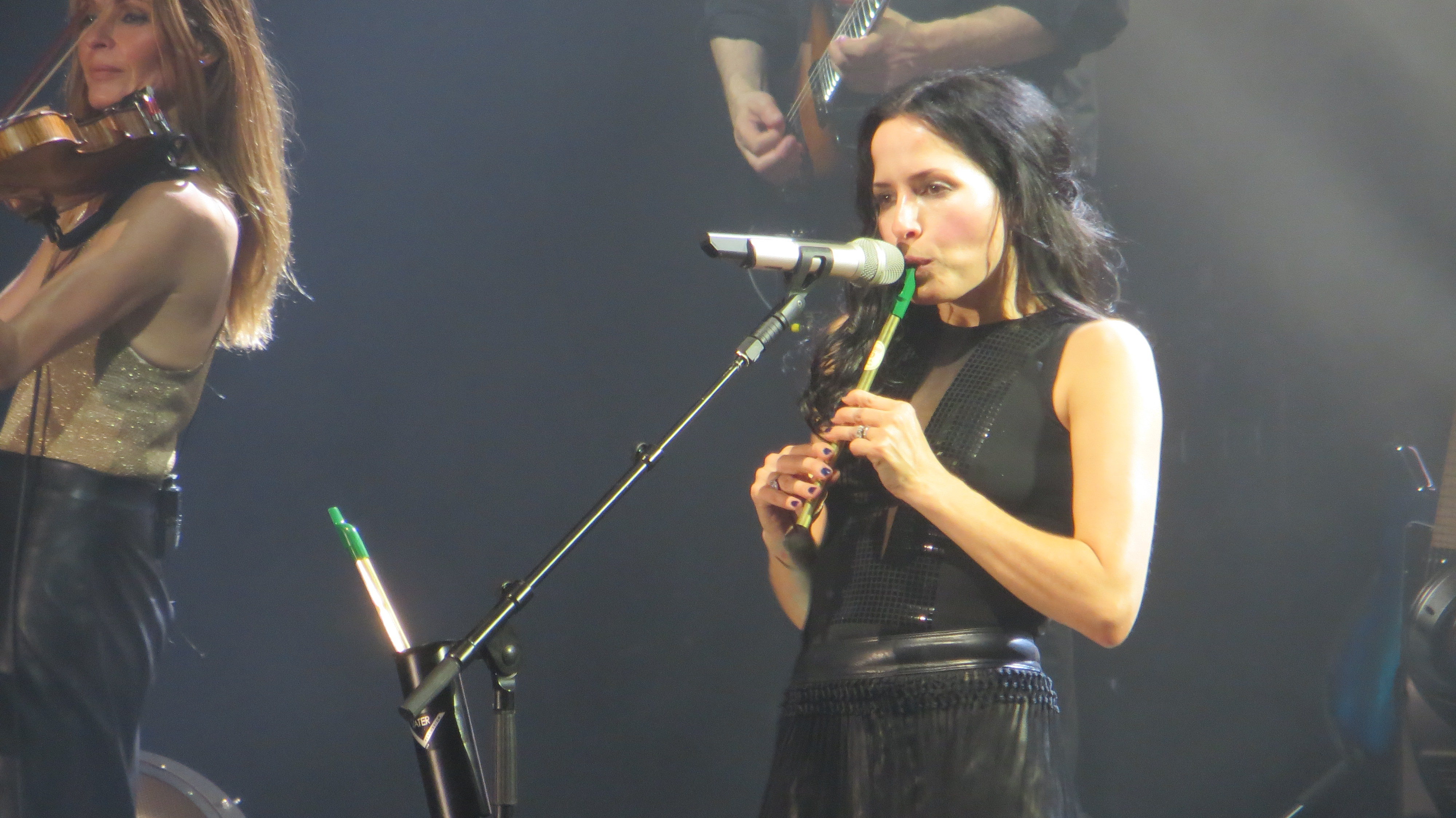
Andrea en la Gira White Light en Viena (2016)

Mientras sus hermanos hacían un paréntesis para criar a sus familias, Andrea emprendió una carrera en solitario. El 25 de junio de 2007 publicó su primer álbum, Ten Feet High. Fue producido por Nellee Hooper, que ha trabajado con Gwen Stefani y Madonna; Bono fue productor ejecutivo. Su primer sencillo, "Shame on You", era una canción pop de ritmo acelerado sobre los hombres y mujeres que van a la guerra y dejan atrás a parejas a las que quizá no vuelvan a ver. Recibió críticas positivas de la crítica musical; IndieLondon describió la canción como un "paquete hábil" "pulido, bien producido y con un mensaje difícil de ignorar". David Adair, de Losing Today, hizo una buena crítica de la canción, escribiendo que la voz de Corr era "nítida y edificante". El Daily Post de Liverpool dio a la canción una calificación de tres estrellas, comentando que era "engañosamente alegre", lo que enmascaraba su "mensaje más pesado sobre el reclutamiento y la guerra".
En 2011 publica su segundo disco en solitario, Lifelines con su propio sello discográfico, AC Records. En las navidades de 2020 publica un pequeño álbum en formato digital titulado Christmas Songs y realiza una colaboración, como hizo en su momento con The Corrs, con Ronnie Wood. que en 2022 edita en formato físico (CD y Vinilo) bajo el título de The Christmas Album.
También colaboró en la Banda sonora de In America, con el tema "Time Enough For Tears", de Bono y Gavin Friday. En 2019 publica su autobiografía, Barefoot pilgrimage.

### Actriz
Andrea Corr entró en la industria cinematográfica en 1991 con la película de Alan Parker The Commitments, en la que tenía un papel como Sharon Rabbitte. En 1996, Parker dirigía la versión cinematográfica de la ópera rock Evita, protagonizada por Madonna. Estaba tan interesado en contar con Andrea en la película que la eligió para interpretar a la amante de Juan Perón, donde interpretó parte de "Hola y adiós". Corr puso voz a Kayley, junto a Bryan White (Garrett), en la primera película de animación de Warner Brothers, Quest for Camelot (1998).
Corr retomó su carrera como actriz en 2003, donde interpretó a Anne en The Boys from County Clare. La película no fue un éxito comercial, pero ganó el premio del jurado Film Discovery a la mejor actriz en el Festival de Comedia de Estados Unidos y fue nominada a la mejor actriz en los premios IFTA. Durante el parón de los Corr, apareció en la película de 2005 The Bridge y en la de 2006 Broken Thread. Corr interpretó el papel de Christina en la obra Dancing at Lughnasa, representada en el teatro The Old Vic de Londres de febrero a mayo de 2009.Interpretó el papel principal de Jane Eyre, de Alan Stanford, en el Gate Theatre de Dublín, que se estrenó el 9 de noviembre de 2010.
Corr participa en actividades benéficas. Ha actuado en conciertos para recaudar fondos para Pavarotti & Friends Liberian Children's Village, el Freeman Hospital de Newcastle upon Tyne (Inglaterra), las víctimas del atentado de Omagh (Irlanda del Norte) y The Prince's Trust en 2004. En 2008 actúa para el 90 cumpleaños de Nelson Mandela y en los conciertos de la Fundación 46664 junto con Brian May (Queen) interpretando Is This the World We Created...?  y es embajadora de la campaña de la Fundación para concienciar sobre el sida en África.  Durante el Live 8 de Edimburgo, el 2 de julio de 2005, The Corrs interpretó "When the Stars Go Blue" junto a Bono para promover la campaña Make Poverty History. Junto con sus hermanos, fue nombrada Miembro Honoraria de la Orden del Imperio Británico en 2005 por la reina Isabel II por su contribución a la música y la beneficencia.
Corr también participó en un single homenaje al fallecido miembro de The Dubliners, Ronnie Drew, titulado "The Ballad of Ronnie Drew". La canción se publicó el 19 de febrero de 2008 y fue interpretada por varios músicos irlandeses famosos. Entre ellos, miembros de U2, Sinéad O'Connor, Christy Dignam de Aslan, Robert Hunter de Grateful Dead, autor de la canción, Kíla, Christy Moore, Moya Brennan, Shane MacGowan, Bob Geldof, Damien Dempsey, Gavin Friday, Iona Green, Jerry Fish, Paul Brady, Paddy Casey, Mick Pyro, Mundy, Chris de Burgh, Ronan Keating, Jack L, Eleanor Shanley, Mary Black, Declan O'Rourke, Mary Coughlan, Joe Elliott de Def Leppard, los propios Dubliners y The Chieftains. El single fue escrito para incluir originalmente al propio Ronnie, pero se cambió para que fuera un homenaje a él, ya que su salud estaba empeorando. Los beneficios de la venta del single se destinaron a The Irish Cancer Society a petición del propio Drew. La canción se interpretó en directo en el programa The Late Late Show emitido por RTÉ Entertainment el 22 de febrero, con la presencia de Ronnie Drew como miembro del público, y entró en la lista de sencillos irlandesa en el nº 2.
El 10 de octubre de 2010, Corr, entre otros, participó en el concierto homenaje a Kirsty MacColl celebrado en el Shepherd's Bush Empire para conmemorar el cumpleaños de MacColl y recaudar fondos para obras benéficas. También escribió y cantó la canción "Oh Brother" en el álbum Music of Ireland - Welcome Home.
El 30 de noviembre de 2012, Corr prestó su apoyo a la fundación Golden Hat de Kate Winslet junto a Tim Janis, Sarah McLachlan, Loreena McKennitt, Hayley Westenra, actuando en el concierto "The American Christmas Carol" en el Carnegie Hall.

### Personaje mediático
A pesar de su timidez según confiesa ella misma, se convirtió junto con sus hermanas en una de las "sex symbol" de Irlanda, habiendo sido considerada como mujer "más guapa" de su país en distintas ocasiones. Ha aparecido en numerosas listas entre las mujeres más bellas del mundo, siendo elegida tres veces por Hello Magazine como la mujer más guapa del mundo en 2001, 2004 y 2005. Además ha debutado en numerosas ediciones y repetidas veces en la lista FHM de las mujeres "más sexys del mundo" en ediciones de distintos países y en el ranking general en 1999, 2000, 2001 y 2002. Colabora asiduamente en numerosas campañas benéficas con lo que en 2005 fue condecorada con la Orden del Imperio Británico, juntos con sus hermanos, por sus contribuciones a la industria musical y beneficencia.
Se casó en agosto de 2009 con el multimillonario Brett Desmond, viven en Dublín y han tenido una hija a la que pusieron el nombre de la madre de Andrea (Jean, 28 de abril de 2012) y un hijo (Brett, 28 de abril de 2014).

## Discografía

### Junto a The Corrs
Álbumes de estudio
| - 1995: Forgiven, Not Forgotten - 1997: Talk On Corners - 2000: In Blue - 2004: Borrowed Heaven - 2005: Home - 2015: White Light - 2017: Jupiter Calling | Recopilatorios \| - 2001: Best Of - 2006: Dreams: The Ultimate Corrs Collection - 2008: The Works \| |
| - 2001: Best Of - 2006: Dreams: The Ultimate Corrs Collection - 2008: The Works                                                                          | |

Directos y acústicos
| - 1996: Live - 1999: MTV Unplugged - 2002: VH1 Presents: The Corrs, Live In Dublin |

### Como solista
- 2007 Ten Feet High
- 2011 Lifelines
- 2020 Christmas Songs (LP digital)
- 2022 The Christmas Album

## Filmografía
- The Commitments (1991)
- Evita (1996)
- Quest For Camelot (1998)
- The Boys & Girl From County Clare (2003)
- The Bridge (2005)
- Broken Thread (2006)
- Knife Edge (2006)
- Dancing at Lúnasa -Teatro- (2008)
- Pictures (2009)
- Jane Eyre -Teatro- (2010)

- Se le consideró para el rol de Kitty, en la película Chicago.